# 阿迪亚尔
阿迪亚尔（Adyar），是印度卡纳塔克邦Dakshina Kannada县的一个城镇。总人口6501（2001年）。

## 人口
该地2001年总人口6501人，其中男性3228人，女性3273人；0—6岁人口863人，其中男459人，女404人；识字率72.70%，其中男性为77.63%，女性为67.83%。